# Sorbus tapashana
Sorbus tapashana är en rosväxtart som beskrevs av Camillo Karl Schneider. Sorbus tapashana ingår i släktet oxlar, och familjen rosväxter. Inga underarter finns listade i Catalogue of Life.